# Viktor Gjyla
Viktor Gjyla (ur. 11 maja 1982 w Lushnji) – albański piłkarz grający na pozycji obrońcy. Od 2020 roku jest zawodnikiem klubu Albpetrol Patos.

## Statystyki

### Klubowe
| Sezon   | Klub               | Kraj    | Rozgrywki           | Mecze | Bramki |
| ------- | ------------------ | ------- | ------------------- | ----- | ------ |
| 2000/01 | Egnatia Rrogozhinë | Albania | Kategoria e Parë    | ?     | ?      |
| 2001/02 | Egnatia Rrogozhinë | Albania | Kategoria e Parë    | ?     | ?      |
| 2002/03 | Egnatia Rrogozhinë | Albania | Kategoria e Parë    | ?     | ?      |
| 2003/04 | Egnatia Rrogozhinë | Albania | Kategoria e Parë    | ?     | ?      |
| 2004/05 | Egnatia Rrogozhinë | Albania | Kategoria Superiore | ?     | ?      |
| 2005/06 | KS Lushnja         | Albania | Kategoria Superiore | ?     | ?      |
| 2006/07 | Partizani Tirana   | Albania | Kategoria Superiore | 31    | 4      |
| 2007/08 | Partizani Tirana   | Albania | Kategoria Superiore | 31    | 3      |
| 2008/09 | Partizani Tirana   | Albania | Kategoria Superiore | 26    | 0      |
| 2009/10 | KS Shkumbini       | Albania | Kategoria Superiore | 32    | 2      |
| 2010/11 | KS Shkumbini       | Albania | Kategoria Superiore | 30    | 2      |
| 2011/12 | KF Tomori          | Albania | Kategoria Superiore | 24    | 0      |
| 2012/13 | KF Tomori          | Albania | Kategoria Superiore | 8     | 0      |
| 2012/13 | KS Lushnja         | Albania | Kategoria e Parë    | 14    | 1      |
| 2013/14 | KS Lushnja         | Albania | Kategoria Superiore | 27    | 0      |
| 2014/15 | KS Lushnja         | Albania | Kategoria e Parë    | 25    | 0      |
| 2015/16 | KF Tomori          | Albania | Kategoria e Dytë    | 10    | 1      |
| 2015/16 | Egnatia Rrogozhinë | Albania | Kategoria e Dytë    | ?     | ?      |
| 2016/17 | Egnatia Rrogozhinë | Albania | Kategoria e Dytë    | ?     | ?      |
| 2017/18 | Egnatia Rrogozhinë | Albania | Kategoria e Parë    | 8     | 0      |
| 2018/19 | KS Shkumbini       | Albania | Kategoria e Dytë    | ?     | ?      |
| 2019/20 | KS Shkumbini       | Albania | Kategoria e Parë    | 10    | 0      |
| 2019/20 | Albpetrol Patos    | Albania | Kategoria e Dytë    | 4     | 0      |

Stan na: 25 maja 2020